# Двойно учленена съгласна
Дво̀йно учленѐните съгла̀сни представляват съгласни звукове, чието учленение се осъществява едновременно на две места по един и същ начин (преградни, носови или др.). Двойно учленените съгласни звукове са подраздел на съучленените съгласни. Следва да се различават от съучленените съгласни, притежаващи вторично учленение (при които повторното учленение се осъществява по различен начин). Пример за двойно учленена съгласна е беззвучната устнено-заднонебна преградна съгласна [k͡p], съставена от произнесени едновременно [k] и [p]. Но оустнѐната беззвучна заднонебна преградна съгласна [kʷ] има само едно преградно учленение: заднонебното [k], като едновременно се прибавя към него и наподобяващо приблизителна съгласна закръгляне на устните. В някои местни наречия на арабския език, беззвучната заднонебна проходна съгласна [x] се изговаря заедно с мъжечна трептяща съгласна, но това също не се счита за двойно учленение.

## Възможности за двойно учленение
Известни са четири независимо управляеми учленителни органа, които могат да се застъпват при един и същ начин на учленение: устнени, предноезични, средноезични и задноезични. Тъй като гласилките отговарят за озвучаването, действайки съвместно при образуването на множество съгласни, те не се считат за отделен учленителен орган. изтласкващите съгласни (като [kʼ]), където е налице едновременно затваряне на задното меко небце и гласилките, също не се разглеждат като двойно учленени съгласни.
Приблизителните съгласни (като [w] или [ɥ]) могат да бъдат както двойно, така и вторично учленени. Например в английския език /w/ представлява оустнѐна заднонебна съгласна, която може да се транскрибира и като [ɰʷ], но японското /w/ е по-близко до същинско устнено-заднонебно [ɰ͡β̞]. Въпреки това в практиката е приложимо използването на [w] и [ɥ] за обозначаване на оустнѐните приблизителни съгласни.
Не се разглеждат случаи на строго определени едноударни или трептящи съгласни (като едновременна венечно-мъжечна трептяща *[ʀ͡r]). В шведското езикознание има опити за признаване на двойно учленени проходни или преградно-проходни съгласни, най-вече при беззвучната небно-заднонебна проходна съгласна [ɧ] (притежаваща свой собствен знак в Международната фонетична азбука). Но при все това научните измервания в контролирана среда така и не успяват да докажат едновременната проходност на две места на учленение, а подобни звукове излизат или с вторично учленение, или като поредица от две несъщевременни проходни съгласни. (Въпреки названието си, беззвучна устнено-заднонебна проходна съгласна [ʍ] всъщност представлява беззвучна приблизителна съгласна; името е исторически остатък от времето преди установяване на разграничението.) Подобни звукове могат да се образуват, макар и полагайки известни усилия, но за слушателя е изключително трудно да ги различи, поради което тяхната поява не е очаквана или класифицирана.
Щракащите съгласни представляват двойно учленени звукове сами по себе си: включват предноезично (понякога и устнено) предпоставено учленение (или въздухоизпускане), заедно със средноезично затваряне на устната кухина, осъществяващо ролята на двойно действие както като второ място на учленение, така и като управляващ механизъм на заднонебния вдихателен въздухопоток. (Някои от тези щракания са по-скоро мъжечни, отколкото заднонебни, но понятието „заднонебен вдихателен въздухопоток“ се използва и в двата случая.)

## Двойно учленение при преградните съгласни
Гореизложеното оставя като най-често откриваеми преградните, устнените и носовите двойно учленени преградни съгласни. От шестте възможни съчетания на устнени, предноезични, средноезични и задноезични места на учленение, едва едно съчетание е често срещано, а останалите – извънредно редки.
- Сравнително често разпознаваемото учленение е устнено-средноезично, обуславящо се с устнено-заднонебните преградни съгласни ([k͡p]). Подобни звукове се срещат в езиците на Западна и Централна Африка, както и в източните части на Нова Гвинея.

- Втора възможност представлява устнено-предноезичното учленение, налично при устнено-венечните и -задвенечни съгласни в новогвинейския език йели. Два западноафрикански езика, дагбанийски и нзема, притежават устнено-задновенечни алофони на устнено-заднонебни съгласни, когато стоят пред затворени предни гласни.

- Третата възможност, предноезично-средноезично учленение, се открива в диалектите на няколко езика. Нигерийският език исоко има ламинални зъбни преградни и носови съгласни, които – в някои диалекти – се превръщат в зъбно-небни преградни съгласни. Но те не се различават нито от зъбните, нито от небните преградни съгласни, за разлика от гореспоменатите учленения. Подобно на този случай, няколко австралийски езика притежават зъбно-небни съгласни, които са разновидности на ламиналните задвенечни съгласни, отличаващи се с „по-широкообхватно притваряне на цялото разстояние от зъбите до твърдото небце“. И в двата случая двойното учленение е признак на ламинални съгласни, които по своята същност така или иначе притежават по-близко взаимодействие с небцето.

- Останалите три възможности, които биха включвали надгръклянника (епиглотиса), са разпознати по-късно. Но с напредването на оптичната ларингоскопска технология, наяве излиза все по-голямо разнообразие от надгръклянникова и ларингална (гръклянова) дейност при звукоучленяването. Например сомалийското /q/ бе припознато като мъжечно-надгръклянникова съгласна [q͡ʡ] Архив на оригинала от 2006-02-25 в Wayback Machine. Не е известно доколко разпространени са подобни звукове, нито дали надгръклянникови съгласни биха могли да се съчетаят с предноезични или устнени съгласни.